# Producte natural

Paclitaxel (Taxol) és un producte natural derivat d'un teix.

Un producte natural (en anglès: natural product en alemany: naturstoff) és una substància química formada per organismes vius per tal de complir funcions biològiques, un sinònim modern és el de biomolècula. En contrast amb el terme col·loquial els productes naturals dins la perspectiva científica es defineixen com substàncies pures o mescles de substàncies.
No es consideren com a productes naturals aquells materials orgànics de la natura com són per exemple, les plomes, la fusta o el cotó. Encara que estan fets de materials naturals no són mescles uniformes. Totes les substàncies inorgàniques que es presenten de manera natural com per exemple, els minerals o les roques, des d'aquesta definició, no es consideren tampoc productes naturals.
Els productes naturals es formen o s'interconverteixen en tots els organismes vius. La seva síntesi està lligada a l'organisme amb una entrada d'energia. les seves tasques són variades, depenent de les classes de compostos i van des del simple metabolisme o l'energia en les cèl·lules i els materials de construcció a les tasques de control complexes. En termes de les seves funcions es poden distingir entre productes naturals primaris i secundaris. Les primàries estan lligades a sostenir el creixement i la vida. Aquestes inclouen principalment els lípids i els biopolímers de carbohidrats i proteïnes. Els productes naturals secundaris inclouen els terpens, els aromàtics i els alcaloides.
La química dels productes naturals és una ciència interdisciplinària amb els mètodes de la química orgànica i la química analítica. També s'utilitzen la biologia, la bioquímica, la fisiologia i la farmàcia. Té gran significació en la farmacologia en el desenvolupament de noves drogues.

## Història

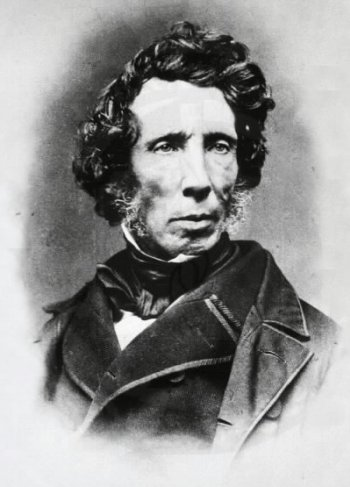
Friedrich Wöhler

El concepte original de productes naturals, segons determinava la definició històrica de la química orgànica, incloïa tots els materials que serveixen per a la construcció d'animals i plantes. Jöns Jakob Berzelius l'any 1827 encara deia que per això es necessitava una força vital (vitalisme). Aquesta idea va ser revisada per Friedrich Woehler (1828) amb la seva síntesi de la urea a partir de material inorgànic.

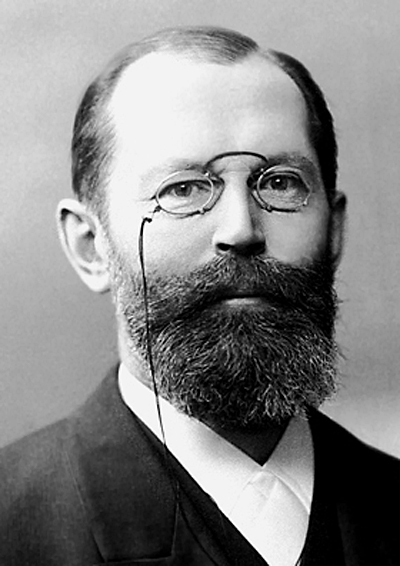
Emil Fischer (1902)

Amb la definició actual pertanyen a la química orgànica pràcticament tots els compostos de carboni. La química dels productes naturals va evolucionar al llarg del temps i va tractar de l'aillament, l'elucidació de les seves estructures, la síntesi, o la biosíntesi i les propietats dels compostos dins els organismes.
Emil Fischer cap al final del segle xix va ser el pioner en determinar l'estructura i en la síntesi dels carbohidrats (glúcids) i les proteïnes.
Cap a final de la dècada de 1930, les principals classes de productes naturals tenien examinades i elucidades les seves estructures. Les fites més importants van ser: 
- Terpens per Otto Wallach a partir d'olis essencials
- Esteroides per Adolf Windaus i Heinrich Otto Wieland
- Carotenoides per Paul Karrer
- Porfina, els tints per Richard Willstätter i Hans Fischer
- Vitamines entre d'altres per Paul Karrer, Adolf Windaus, Robert R. Williams, Richard Kuhn i Albert Szent-Gyorgyi Nagyrápolt
- Hormones per Adolf Butenandt i Edward Calvin Kendall

Amb el descobriment de la penicil·lina el 1940 per Alexander Fleming, Ernst Boris Chain i Howard Walter Florey,es van identificar els microorganismes com una important font de productes naturals.